# Рядовка тигровая
Рядо́вка тигро́вая (лат. Tricholoma pardinum) — гриб из рода Трихолома (Рядовка) семейства Рядовковые.
Синонимы:
- Русские:
  - Рядовка ядови́тая
  - Рядовка леопа́рдовая
- Латинские:
  - Agaricus myomyces var. pardinus Pers.basionym
  - Tricholoma pardalotum Herink & Kotl.[1].

## Описание
Шляпка 4—12 см диаметром, у молодых грибов — шаровидная, затем колокольчато-выпуклая, у зрелых грибов — плоско-распростёртая, с тонким, завёрнутым краем. Шляпка грязно-белая, серовато-белая или черновато-серая, иногда с синеватым оттенком, покрытая более тёмными, хлопьевидными чешуйками, расположенными концентрически.
Пластинки 8—12 мм шириной, мясистые, довольно редкие, приросшие зубцом; беловатые, часто с зеленоватым или желтоватым оттенком; у зрелых грибов выделяют мелкие водянистые капельки.
Ножка 4—8 (15) см длиной и 2—3,5 см толщиной, цилиндрическая, иногда утолщённая у основания, сплошная, у молодых грибов — со слегка волокнистой поверхностью, позже почти голая; белая или с лёгким охристым налётом, у основания охряно-ржавая.
Мякоть плотная, сероватая у шляпки и желтоватая в основании гриба, при срезе цвета не изменяет. Вкус не горький; запах мучной.
Споровый порошок белый, споры (8—10)×(6—7) мкм, яйцевидные или эллипсоидные, гладкие, бесцветные.

## Экологияи распространение
Микоризный гриб. Растёт на почве в хвойных, реже лиственных (буковых) лесах, на опушках. Предпочитает известковые почвы. Плодовые тела появляются отдельно, группами или «ведьмиными кругами». Гриб распространён в умеренной зоне Северного полушария, но довольно редок.
Сезон: август — октябрь

## Сходные виды
Характерной особенностью рядовки ядовитой является серая шляпка, густо усеянная тёмными чешуйками. Тем не менее, сходством с нею обладает ряд съедобных видов рядовок.
- Рядовка землистая (Tricholoma terreum) также образующая микоризу с хвойными деревьями. Она меньше размером, её пластинки лишены зеленоватого или желтоватого оттенка, а мякоть — мучного вкуса и запаха.
- Рядовка красноватая (Tricholoma orirubens) отличается более нежными, оливково-бурыми чешуйками и розоватыми пластинками.
- Рядовка серая (Tricholoma portentosum) не имеет чешуек на шляпке.
- У рядовки чёрночешуйчатой (Tricholoma atrosquamosum) не только шляпка, но и ножка покрыта тёмными чешуйками.
- Плютей ивовый (Pluteus salicinus).

## Токсичность
Гриб ядовит и в небольших количествах может вызывать желудочно-кишечные расстройства из-за присутствия неизученного токсина. 